# Манганесес-де-ла-Лампреана
Манганесес-де-ла-Лампреана (ісп. Manganeses de la Lampreana) — муніципалітет в Іспанії, у складі автономної спільноти Кастилія-і-Леон, у провінції Самора. Населення — 589 осіб (2010).

## Назва
- Манганесес-де-ла-Лампреана (ісп. Manganeses de la Lampreana, «Лампреанські Манганеси») — повна сучасна назва.
- Манганесес (ісп. Manganeses) — скорочена назва.

## Географія
Муніципалітет розташований на відстані близько 220 км на північний захід від Мадрида, 27 км на північ від Самори.

## Парафії
На території муніципалітету розташовані такі населені пункти: (дані про населення за 2010 рік)
- Манганесес-де-ла-Лампреана: 461 особа
- Р'єго-дель-Каміно: 128 осіб

## Демографія
Динаміка населення (INE ):

## Галерея зображень

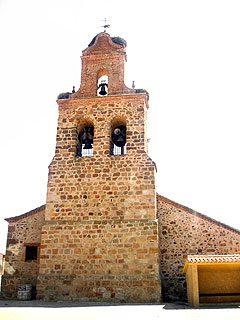
Церква у Манганесес-де-ла-Лампреана